# Perpezac-le-Blanc
Perpezac-le-Blanc è un comune francese di 474 abitanti situato nel dipartimento della Corrèze nella regione della Nuova Aquitania.

## Società

### Evoluzione demografica
Abitanti censiti